# 岩井 狩野 えびちゅうの推しかるちゃー
『岩井 狩野 えびちゅうの推しかるちゃー』（いわい かの えびちゅうのおしかるちゃー）は、毎日放送（MBS）にて2024年5月1日（4月30日深夜）から9月25日（24日深夜）までは毎月最終水曜日（最終火曜日深夜）、2024年10月23日（22日深夜）からは月に2、3回水曜日（火曜日深夜）の1時29分から1時59分に放送されているバラエティ番組である。

## 概要
2024年5月1日（4月30日深夜）から9月25日（24日深夜）までの放送回ではアニメ、音楽、マンガ、ゲームなど様々なジャンルのコンテンツから毎回選ばれた「推しテーマ」について、出演者がその魅力を存分に語り、プレゼンしていく番組内容であった。私立恵比寿中学（えびちゅう）メンバーは全員出演し、私立恵比寿中学のメンバーの中から1人が進行役を担当していた。
月1回放送から月2、3回放送へと放送頻度が変わった2024年10月23日（22日深夜）放送回から番組がリニューアルされ、私立恵比寿中学メンバーは全員出演から選抜出演となった。アニメ、ゲーム、漫画などのあらゆる推しコンテンツのスタッフロールに注目し、そのスタッフがどのような仕事をしているかについて特集する番組内容にリニューアルされた。
番組公式Instagram及び番組公式Xでは番組の裏話、オフショット、反省会動画、次回予告などが投稿されている（反省会動画は番組リニューアルに伴い廃止）。
番組放送終了直後にTVer及びMBS動画イズムにて無料見逃し配信がされる。

## 出演者
- 岩井勇気（ハライチ）
- 狩野英孝
- 私立恵比寿中学
  - 真山りか
  - 安本彩花
  - 中山莉子
  - 桜木心菜
  - 小久保柚乃
  - 風見和香
  - 桜井えま
  - 仲村悠菜

### 過去の出演者
私立恵比寿中学 元メンバー
- 星名美怜[注 2]
- 小林歌穂[注 3]

## 放送リスト
※ 毎月最終火曜深夜放送期
| # | 放送日             | 推しテーマ                 | 進行 | スタジオゲスト                         | 備考                                    | 注釈                            |
| - | ------------------ | -------------------------- | ---- | -------------------------------------- | --------------------------------------- | ------------------------------- |
| 1 | 2024年 4月30日深夜 | アニメ「アイドルマスター」 | 真山 | 星井美希                               | 桜木 欠席                               |                                 |
| 2 | 5月28日深夜        | 僕・私の推し語り           | 星名 |                                        | 桜木 欠席                               |                                 |
| 3 | 6月25日深夜        | 推しアニソン               | 桜木 |                                        | ロケ担当：桜木、小久保、風見            |                                 |
| 4 | 7月30日深夜        | カプセルトイの世界         | 真山 | 小野尾勝彦（日本ガチャガチャ協会会長） | ロケ担当：中山、小久保、桜井            | 10分遅れ（25:39 - 26:09）で放送 |
| 5 | 8月27日深夜        | 現役アイドルが推すK-POP    | 風見 |                                        | tripleS（VTR出演）                      |                                 |
| 6 | 9月24日深夜        | 秋の夜長に推しホラー       | 中山 | 島田秀平                               | ホラーゲーム『8番のりば』『霊室』プレイ |                                 |

※ 毎月2、3回火曜深夜放送期
| #  | 放送日              | 推しテーマ                                                                 | えびちゅう出演者                                       | スタジオゲスト                                                    | VTR出演 | 備考                                                 | 注釈 |
| -- | ------------------- | -------------------------------------------------------------------------- | ------------------------------------------------------ | ----------------------------------------------------------------- | --- | ---------------------------------------------------- | ---- |
| 7  | 2024年 10月22日深夜 | プロ野球スピリッツ2024-2025                                                | 真山、小林、中山、桜井                                 | 白石裕真（商品PR部）                                              | 吉田和史（グラフィック）、柏崎歩（サウンド）、山口剛（統括ディレクター）                                                                   |                                                      |      |
| 8  | 10月29日深夜        | マンガ『チ。-地球の運動について-』                                         | 星名、桜木、小久保、風見                               | 千代田修平（マンガ編集）                                          | 加藤洋介（グラフィックデザイン）、久持正士（コミックデザイン）                                                                             |                                                      |      |
| 9  | 11月5日深夜         | アニメ『ダンダダン』                                                       | 真山、安本、小久保、風見                               | 山代風我（監督）                                                  | アベル・ゴンゴラ（OPディレクター）、近藤牧穂・橋本賢（色彩設計）、廣瀬清志（編集）、出水田和人（撮影監督）                                 |                                                      |      |
| 10 | 11月19日深夜        | 餓狼伝説 City of the Wolves                                                | 安本、小林、桜木、桜井                                 | 近谷駿斗（ディレクター）                                          | 岸田怜（プログラマー）、山添浩史（サウンドディレクター）、岡本明香里（イラストレーター）                                                   |                                                      |      |
| 11 | 11月26日深夜        | アニメ『凍牌〜裏レート麻雀闘牌録〜』                                       | 真山、星名、中山、風見                                 | 田邊幸輔（声優・ケイ 役）                                         | 小山剛志（声優・高津則之 役）、羽鳥潤（監督）、ケネス徳田（プロ雀士・麻雀監修）                                                            | ロケ担当：中山                                       |      |
| 12 | 12月3日深夜         | アニメ『シャングリラ・フロンティア』                                       | 真山、星名、小林、中山                                 | 阿佐美悠朔 （講談社 アニメ・ゲーム事業部プロデューサー）          | 山杢光（撮影監督）、LiSA、音羽-otoha- |                                                      |      |
| 13 | 12月17日深夜        | 『ラブライブ！スクールアイドルミュージカル the DRAMA』                     | 真山、安本、星名、中山                                 | 岸本功喜（脚本・振付）                                            | 若林悠紀（企画・プロデュース）、小島良太（音楽）、戸塚寛人（監督）                                                                         |                                                      |      |
| 14 | 2025年 1月7日深夜   | 縦型ショートドラマ『大丈夫になりたい。』                                   | 真山、安本、桜木、小久保                               | マエP社長                                                         | はるぼー（プロデューサー・制作監修）、古庄菜々夏（PM・俳優）、増田結芽（PR・俳優）、関戸かのん（監督・脚本）                               |                                                      |      |
| 15 | 1月21日深夜         | 私立恵比寿中学のライブ                                                     | 真山、安本、星名、小林、中山、桜木、小久保、桜井       |                                                                   | 小林雅彦（FOHエンジニア）、庄司萌捺美（モニターエンジニア）、里山拓斗（スタイリスト）、芝村至（演出映像プロデューサー）、U-SK（演出）      | TVer限定コンテンツあり                               |      |
| 16 | 1月28日深夜         | 劇場版『忍たま乱太郎』の裏側                                               | 真山、桜木、小久保、風見                               | 藤森雅也（監督）                                                  | 新山恵美子（キャラクターデザイン）、関根昌之（アクション作画監督・原画／背景美術）                                                         |                                                      |      |
| 17 | 2月4日深夜          | 劇場アニメ『ベルサイユのばら』                                             | 真山、小林、桜木、小久保                               | 川越恒（アニメーションプロデューサー）                            | 野本郁紀（3DCGアニメーションディレクター）、宮下香花（原画）、中村豪希（美術監督）                                                         |                                                      |      |
| 18 | 2月18日深夜         | GUILTY GEAR -STRIVE-                                                       | 真山、小林、中山、小久保                               | 宮内建（プロデューサー）                                          | 坂村英彦（アートディレクター）、菅野皓介（オーディオデザイナー）                                                                           |                                                      |      |
| 19 | 2月25日深夜         | 私立恵比寿中学の楽曲                                                       | 真山、小林、中山、桜木、小久保、風見                   |                                                                   | 岡崎体育、杉山勝彦、石崎ひゅーい | TVer限定コンテンツあり                               |      |
| 20 | 3月4日深夜          | アニメ『キン肉マン』完璧超人始祖編                                         | 真山、小林、中山、桜木                                 | 高梨康治                                                          | 今泉雄一（音響監督）、APPAZI |                                                      |      |
| 21 | 3月18日深夜         | 文具女子博                                                                 | 小林、中山、桜木、小久保                               | 高橋佳代子（bande マスキングテープディレクター）                  | 吉田果朋（文具女子博実行委員会）、橋本日奈子（KA-KU大阪 商品開発）                                                                         |                                                      |      |
| 22 | 3月25日深夜         | えびちゅう15周年ライブに完全密着SP                                         | 真山、安本、小林、中山、桜木、小久保、風見、桜井、仲村 |                                                                   | 岡崎体育、杉山勝彦、石崎ひゅーい | 全編ロケのため、岩井と狩野の出演は無し               |      |
| 23 | 4月1日深夜          | 映画『ヒプノシスマイク -Division Rap Battle-』                             | 真山、小林、桜木、仲村                                 | 辻本貴則（監督）                                                  | 渡邉結（リギングスーパーバイザー）、萬喜美穂・神谷美由紀（アニメーションスーパーバイザー）                                                 |                                                      |      |
| 24 | 4月22日深夜         | アニメ『ウィッチウォッチ』                                                 | 真山、中山、桜木、仲村                                 | 川口莉奈（声優・若月ニコ 役）                                     | 博史池畠（監督）、Aooo |                                                      |      |
| 25 | 4月29日深夜         | Netflixシリーズ『幽☆遊☆白書』                                              | 中山、桜木、風見、仲村                                 | 月川翔（監督）                                                    | |                                                      |      |
| 26 | 5月6日深夜          | 映画『たべっ子どうぶつ THE MOVIE』                                         | 安本、小林、風見、桜井                                 | 須藤孝太郎（企画・プロデュース）                                  | 宇井正人（アニメーションプロデューサー）、亀井清明（アートディレクター）、境井洋介（CGスーパーバイザー）、横田知加子（音響監督）、藤森慎吾 |                                                      |      |
| 27 | 5月20日深夜         | 劇場版『僕とロボコ』                                                       | 真山、安本、桜木、小久保                               | 大地丙太郎（監督）                                                | 佐藤道拓（監督補）、たなかかずや（音響監督）                                                                                               | 狩野は体調不良で欠席                                 |      |
| 28 | 6月10日深夜         | アニメ『結城友奈は勇者である』                                             | 安本、中山、風見、桜井                                 | 岸誠二（監督）                                                    | 照井春佳（声優・結城友奈 役）、峰岸健太郎（撮影監督）                                                                                      | 狩野は体調不良で欠席                                 |      |
| 29 | 6月17日深夜         | アニメ『ヴィジランテ-僕のヒーローアカデミア ILLEGALS-』                    | 小林、中山、風見、桜井                                 | 鈴木健一（監督）                                                  | 佐々木瑞生（3DCG監督）、張盈穎（撮影監督）                                                                                                 | 狩野は体調不良で欠席                                 |      |
| 30 | 6月24日深夜         | アニメ『沖縄で好きになった子が方言すぎてツラすぎる』                       | 真山、桜木、小久保、仲村                               | 板垣伸（監督）                                                    | 大見有正（撮影監督＆CG監督）、譜久村帆高（方言指導）                                                                                       | 狩野は体調不良で欠席                                 |      |
| 31 | 7月1日深夜          | アニメ『【推しの子】』                                                     | 真山、安本、小林、中山、桜木、小久保、風見、桜井、仲村 | 伊駒ゆりえ（声優・星野ルビー 役）、大久保瑠美（声優・MEMちょ 役） | 増田拓郎（制作チーフ） | ロケ担当：仲村 6月21日に行われた公開収録の模様を放送 |      |
| 32 | 7月15日深夜         | アニメ『【推しの子】』                                                     | 真山、安本、小林、中山、桜木、小久保、風見、桜井、仲村 | 伊駒ゆりえ（声優・星野ルビー 役）、大久保瑠美（声優・MEMちょ 役） | 平牧大輔（監督） | ロケ担当：仲村 6月21日に行われた公開収録の模様を放送 |      |
| 33 | 7月22日深夜         | 推しタウン茶屋町を岩井・狩野がぶらり散歩＆えびちゅう新幹線の裏側           | 真山、安本、小林、中山、桜木、小久保、風見、桜井、仲村 |                                                                   | | ロケ担当：岩井、狩野                                 |      |
| 34 | 8月5日深夜          | 映画『KING OF PRISM-Your Endless Call-み〜んなきらめけ!プリズム☆ツアーズ』 | 真山、小久保、風見、仲村                               | 菱田正和（総監督）                                                | 松浦麻衣（総作画監督）、michitomo（編曲）                                                                                                  |                                                      |      |
| 35 | 8月19日深夜         | 舞台『ゲゲゲの鬼太郎2025』                                                 | 中山、桜木、小久保、風見                               | 上坂すみれ（ねこ娘 役）                                           | 堤泰之（脚本・演出）、羽尾万里子（舞台ビジュアルデザイン）                                                                                 |                                                      |      |
| 36 | 8月26日深夜（予定） | アニメ『帝乃三姉妹は案外、チョロい。』                                     | 真山、安本、桜井、仲村                                 | 天海由梨奈（声優・帝乃一輝 役）、日向未南（声優・綾世優 役）      | |                                                      |      |

## イベント
- ちゃやまち推しフェスティバル ステージイベント 「推しかるちゃーの課外活動vol.001〜推せるのか推しの推し！？〜」（2024年6月9日、常翔ホール（大工大梅田キャンパス））- 桜木、小久保、風見和が出演[2][3]
  - YouTubeチャンネル（MBS（毎日放送））にてライブ配信及び3ヶ月限定でのアーカイブ配信が実施された。
- 2025年6月21日、番組初の公開収録を大阪・梅田芸術劇場にて開催。ニコニコ生放送とZAIKOにて有料配信も実施。

## スタッフ
※ 2025年5月20日深夜放送時点
- ナレーション：坂田将吾
- 構成：さやわか、山形遼介
- カメラ：平尾徹
- 音声：高橋穣
- 編集：菅原宏展
- MA：水津一博、奴賀貴幸【週替り】
- 音響効果：岩下康洋
- メイク：上原ゆきこ
- 技術協力：Jeen、pinpoon、GLINK Studio
- テロップデザイン：本間恵美
- 編成：京橋範彦（MBS）
- 営業：葉久ゆりか
- コンテンツ：倉林大介
- PR：鈴木健太（MBS）
- AD：宮城健太郎、長野陽菜、林佑紀、尾崎可奈
- ディレクター：成田武拓、石田尚生、大峯あつし
- 演出：久留嶋雄樹
- プロデューサー：小竹聡美（MBS）、中川貴博（MBS）、末永久人（MBS、以前は営業）、平岡大希（MBS）、松岡晃平（MBS）、富田好美、本山ひかる
- 協力：ソニー・ミュージックレーベルズ、スターダストプロモーション
- 制作協力：EAST（旧・EAST FACTORY）、Too+
- 製作著作：MBS

### 過去のスタッフ
- 構成：こま
- 編集：関竜弥
- MA：松尾隆裕
- メイク：久保育実
- 編成：古平健太（MBS）
- 営業：水越森生
- コンテンツ：上林有里
- AD：杉山翔、奥村紗帆
- プロデューサー：古田涼子（MBS）、天野雄太、村田麻衣

## 音楽
エンディングテーマ
- 私立恵比寿中学「TWINKLE WINK」（#1 - #18）
- 私立恵比寿中学「SCHOOL DAYS」（#19 - ）

## 備考
- 私立恵比寿中学は2024年4月1日に公式愛称を「エビ中」から「えびちゅう」に変更した[4]が、当番組が番組名に「えびちゅう」を用いた最初の番組となった。
- 私立恵比寿中学メンバーが一度に全員出演する地上波でのレギュラーの冠番組[注 8]としては、2016年に放送されていた『エビ宙!!!!』（TBSテレビ）以来となる[5]。